# Wilson Kiprugut
Wilson Arap Chuma Kiprugut (* 1938 in Kericho; † 1. November 2022 ebenda) war ein kenianischer Leichtathlet, der vor allem im 800-Meter-Lauf in Erscheinung trat. 1964 gewann er als erster Kenianer in der Geschichte eine Medaille bei Olympischen Spielen.

## Karriere
Kiprugut wuchs in Kericho auf und wurde durch lange Fußwege zur Schule im kenianischen Hochland auf seine leistungssportliche Karriere vorbereitet. Während seiner Zeit an der Sitotwet Intermediate School begann er an Wettkämpfen teilzunehmen. Der Teehersteller Brooke Bond, für den er als Hilfskraft arbeitete, belohnte seine Erfolge mit kleinen Sachpreisen, so dass er sich bald immer mehr auf den Laufsport konzentrierte. Bei den Ost- und Zentralafrikameisterschaften 1958 in Nairobi nahm er erstmals an einer überregionalen Meisterschaft teil. Von 1959 bis 1961 absolvierte Kiprugut eine Ausbildung bei der kenianischen Armee. Danach startete er bei den British Empire and Commonwealth Games 1962 in Perth im 880-Yards-Lauf und in der 4-mal-440-Yards-Staffel, kam jedoch nicht über die Vorrunde hinaus.
Zu dieser Zeit wurde er von dem britischen Leichtathletiktrainer John Velzian entdeckt und nach Nairobi gebracht, wo er unter anderem zusammen mit dem späteren Olympiasieger Kipchoge Keino trainierte. Den internationalen Durchbruch schaffte Kiprugut bereits zwei Jahre später bei den Olympischen Spielen 1964 in Tokio. In der ersten Runde des 800-Meter-Wettbewerbs setzte er sich als Sieger seines Vorlaufs klar durch. In der Halbfinalrunde qualifizierte er sich als Zweiter in 1:46,1 min zeitgleich mit dem Sieger des Laufs, George Kerr, für das Finale. Damit unterboten beide Läufer den alten olympischen Rekord um zwei Zehntelsekunden. Im Finale blieben vier Läufer unter dieser neuen Rekordmarke. Kiprugut wurde in 1:45,9 min Dritter hinter Peter Snell (1:45,1 min) und Bill Crothers (1:45,6 min) und gewann damit als erster Kenianer überhaupt eine olympische Medaille. Kiprugut startete in Tokio auch im 400-Meter-Lauf, schied jedoch mit einer Zeit von 47,7 s bereits in der Viertelfinalrunde aus.
Dank seines Erfolges bei den Olympischen Spielen kam Kiprugut im folgenden Jahr als gefeierter Star zu den ersten Panafrikanischen Spielen nach Brazzaville. Dort gewann er sowohl über 400 als auch über 800 Meter in überlegener Manier die Goldmedaille. 1966 wurde er im 880-Yards-Rennen bei den British Empire and Commonwealth Games in Kingston Zweiter hinter Noel Clough und vor George Kerr.
Seinen letzten großen Erfolg feierte Kiprugut bei den Olympischen Spielen 1968 in Mexiko-Stadt. Er gewann in persönlicher Bestleistung von 1:44,5 min die Silbermedaille im 800-Meter-Lauf. Dabei musste er sich im Schlussspurt lediglich dem Australier Ralph Doubell geschlagen geben, der mit seiner Siegerzeit 1:44,3 min den bestehenden Weltrekord von Peter Snell einstellte.
Nach Ende seiner aktiven Laufbahn blieb Kiprugut bis 1974 bei der kenianischen Armee und nahm danach eine Anstellung bei Brooke Bond an, der er bis 1997 nachging. Der Vater von vier Kindern besaß eine Weizenfarm bei Molo und betrieb auf seinem Hof in Kericho Teeanbau und Viehzucht. Wilson Kiprugut war 1,78 m groß und hatte ein Wettkampfgewicht von 71 kg. Er starb am 1. November 2022 im Alter von 84 Jahren nach langer Krankheit.